# Martine Bertereau
Martine Bertereau, in seguito Baronessa di Beausoleil (Francia, 1600 circa – Vincennes, dopo il 1642) è stata un'ingegnera mineraria e pioniera della mineralogia francese, che con le sue opere di esplorazione e localizzazione delle miniere, scritte durante i suoi viaggi in Europa alla ricerca di giacimenti minerari, ha rilanciato in Francia l'attività mineraria, sospesa durante il Medioevo.
I suoi scritti descrivono l'uso delle bacchette da rabdomante e molti consigli utili, scientifici e pratici, che derivarono in gran parte dal libro dell'ingegnere romano di Vitruvius sull'architettura, De architectura. Sono uno sguardo unico sulle abilità artigianali coinvolte nell'estrazione mineraria nel diciassettesimo secolo.

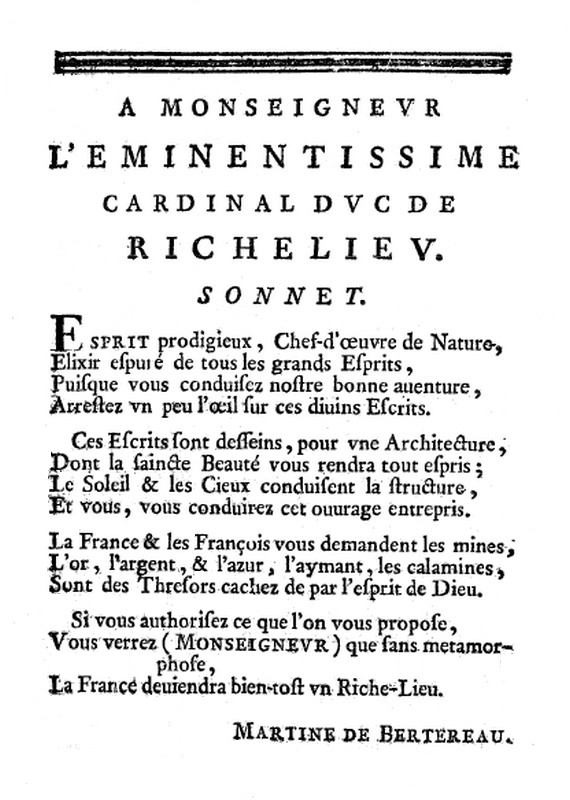
Sonetto dedicato al cardinale Richelieu scritto da Martine Bertereau nel suo libro The Return of Pluto, 1640.

## Biografia
Martine Bertereau proveniva da una nobile famiglia francese della Turenna, tradizionalmente impegnata nel settore minerario. Sposò Jean de Chastelet, barone de Beausoleil e d'Auffenbach, esperto di estrazione mineraria. Il Sacro Romano Imperatore, Rodolfo II, lo aveva nominato commissario generale delle miniere dell'Ungheria. In questa veste, viaggiarono molto, visitando miniere in Guiana dove fecero scoperte con metodi di radioestesia, e, sempre in Sudamerica, in Bolivia) oltre a Ungheria, Germania, Italia, Svizzera, Spagna e Inghilterra. Nel 1626, furono incaricati dal re Enrico IV di ispezionare la Francia per possibili località minerarie e far rivivere l'industria mineraria francese. Stabilito una base a Morlaix in Bretagna. La loro attività destò nel clero provinciale, il sospetto che i loro metodi riguardassero la magia, e il Provost provinciale, Touche-Grippé, esaminò i loro castelli cercando materiale incriminante. Nessun'accusa, ma la coppia fu costretta a lasciare la Francia. Vennero invitati nuovamente a proseguire il loro lavoro sotto il regno di re Luigi XIII. 
La baronessa scrisse due relazioni sul loro lavoro: la prima, Véritable déclaration de la découverte des mines et minières, fu pubblicata nel 1632. La seconda, in forma di poesia indirizzata al cardinale de Richelieu La restitution de pluton (1640) costituì il motivo per chiedere il pagamento per il lavoro che avevano svolto a proprie spese.

In questa relazione cercò di difendere la sua posizione insolita come donna nell'industria mineraria: 
 Si ipotizzò che la domanda di moneta abbia fatto muovere contro di loro l'accusa di furto da parte del governo. Jean de Chastelet fu imprigionato nella Bastiglia e Martine e la sua figlia maggiore a Vincennes. Entrambi morirono in prigione.